# イル・アルスラン
イル・アルスラン（ペルシア語: ایل ارسلان Il-Arslan、? - 1172年3月）は、ホラズム・シャー朝の第4代君主（在位：1156年 - 1172年）。アトスズの子。

## 略歴
父のアトスズがシルダリヤ方面の地域を征服した後、1152年にイル・アルスランはシルダリヤの前線基地であるジャンドの知事に命じられる。1156年にアトスズが没すると、イル・アルスランはホラズム・シャーの地位を継承した。イル・アルスランは先代からの方針を引き継ぎ、セルジューク朝とカラ・キタイへの貢納を行った。
イル・アルスランが即位した数か月後にセルジューク朝のスルターン・サンジャルが没すると、セルジューク朝の支配下に置かれていたホラーサーン地方は混乱に陥る。このため、ホラズム・シャー朝はセルジューク朝の臣従国である状態から事実上脱することができたが、イル・アルスランはサンジャルの後継者であるマスウードとの友好関係は保ち続けた。ホラズム・シャー朝とマスウードの間にカラ・キタイへの共同出兵が計画されるが実現には至らなかった。父と同じく、イル・アルスランはホラーサーン地方への影響力の拡大に努め、ホラーサーンの同盟者に軍事力を供給することによって影響力を行使した。しかし、セルジューク朝の崩壊にもかかわらず、敵対するホラーサーンの領主たちに対して決定的な戦果は挙げられなかった。
1158年に、ホラズム・シャー朝は、同じカラ・キタイの臣従国である西カラ・ハン朝と接触する。西カラ・ハン朝の君主アリー・チャグリ・ハンは領内のカルルク族を迫害しており、数人のカルルク族の指導者は保護を求めてイル・アルスランを頼ってきた。彼らの求めに応じたイル・アルスランはカラハン朝の領土に侵入してブハラを占領し、チャグリ・ハンが避難したサマルカンドを包囲した。チャグリ・ハンはシルダリヤに居住するテュルクとカラ・キタイに助けを求め、カラ・キタイから援軍が派遣されるが、カラ・キタイ軍の指揮官はホラズム軍との戦闘をためらった。結果的に、カルルクの指導者たちを西カラハン朝に帰還させ、彼らへの迫害を止めて従前の地位に戻す条件がチャグリ・ハンに課せられて、ホラズム・シャー朝と西カラハン朝の間に和平が結ばれた。
晩年、イル・アルスランはカラ・キタイに対する年1回の貢納を行わず、1172年にカラ・キタイは懲罰の軍をホラズムに派遣した。イル・アルスランは軍隊を集めて迎撃に向かうが進軍中に病に罹り、指揮権を将校の一人に委ねなければならなくなった。ホラズム軍はカラ・キタイの軍に敗れ、戦後間もなくイル・アルスランは没した。イル・アルスランの死後、彼が後継者に指名した末子のスルターン・シャーとスルターン・シャーの異母兄アラーウッディーン・テキシュが王位を巡って争う。

## 家族
- 妻：トゥルカン・ハトゥンなど
- 子：アラーウッディーン・テキシュ
- 子：ジャラールッディーン・スルターン・シャー - トゥルカンの子。テキシュの異母弟。